# آياهواسكا

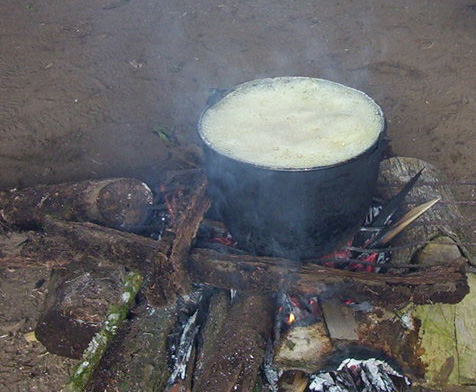
طبخ الآياهواسكا في مقاطعة لوريتو في البيرو

آياهواسكا أو الآياهواسكا (بالإنجليزية: Ayahuasca)‏ هو مشروب مُهَلْوِس وذو تأثير نفسي، وقادر على إحداث تغيرات في الوعي لمدة 10 ساعات تقريبًا، ويستخدم على نطاق واسع في أنواع مختلفة من الطقوس الدينية الهندية لفتح العقل وخلق رؤى باطنية، ويستخدم بشكل كبير في أمريكا الجنوبية وفي عموم الأمازون، ويستخدم على الصعيدين الاجتماعي والطب الروحاني بين الشعوب الأصلية في حوض الأمازون. وهو عبارة عن مشروب مخدر ومحفز للجراثيم، يُصنعُ عادة من «نبات بانيستيريوبسيس كابي - Banisteriopsis caapi»، أو «نبات بسيكوتريا فيريديس - Psychotria viridis» ومكونات أخرى، ومع ذلك يمكن تحضير مستحضر كيميائي مشابه، يُسمى أحيانًا «فارماواسكا - Pharmahuasca»، باستخدام «ثنائي مثيل التربتامين - N,N-Dimethyltryptamine (DMT)» و«مثبط أكسيداز أحادي الأمين - Monoamine oxidase inhibitor»، مثل إ«يزوكاربوكسازيد - Isocarboxazid» ويحتوي نبات بانيستيريوبسيس كابي على العديد من القلويات التي تعمل مثل مثبط أكسيداز أحادي الأمين، والتي تعتبر ضرورية لثنائي ميثيل تريبتامين لتكون فعالة عن طريق الفم. يتم تحضير الآياهواسكا أيضًا في الشاي وعند تناوله، تسبب حالة متغيرة في الوعي أو «عالية»، بما في ذلك الهلوسة البصرية وتغيير المفاهيم عن الواقع.
المكون الآخر المطلوب هو نبات يحتوي على المؤثر النفسي الأساسي مثل «DMT» وهو مادة مهلوسة مصنعة بشكل مسحوق بلوري من عائلة التريبتامين، والذي يستخدم عادة «نبات بسيكوتريا فيريديس - Psychotria viridis» ولكن يمكن استخدام نبات «ديبلوبتريس كابريانا - Diplopterys cabrerana» كبديل. وتشمل المكونات النباتية الأخرى المستخدمة غالبًا أو أحيانًا في إنتاج الآياهواسكا نبات «العدل الصدري - Justicia pectoralis» وهو واحد من نباتات الكولونيا (خاصة «نبات البروغمانسيا - Brugmansia insignis» و«كولونيا مبرقشة - Brugmansia versicolor» أو سلالة هجينة) أو أنواع من نبات الداتورا والماباتشو «التبغ الصدئي».